# Liste der Monuments historiques in Passavant-en-Argonne
Die Liste der Monuments historiques in Passavant-en-Argonne führt die Monuments historiques in der französischen Gemeinde Passavant-en-Argonne auf.

## Liste der Objekte
| Bezeichnung                        | Beschreibung                                           | Standort                                        | Kennzeichnung | Schutzstatus | Datum | Bild |
| ---------------------------------- | ------------------------------------------------------ | ----------------------------------------------- | ------------- | ------------ | ----- | ---- |
| Vier Gemälde                       | in der Vorhalle; Ölfarbe auf Leinwand, 18. Jahrhundert | in der Kirche Exaltation-de-la-Ste-Croix (Lage) | PM51002156    | Inscrit      | 1974  |      |
| Beichtstuhl                        | Holz, 18. Jahrhundert                                  | in der Kirche Exaltation-de-la-Ste-Croix (Lage) | PM51000625    | Classé       | 1968  |      |
| Skulptur Sitzende Madonna mit Kind | Holz, farbig gefasst, 14. Jahrhundert                  | in der Kirche Exaltation-de-la-Ste-Croix (Lage) | PM51000626    | Classé       | 1968  |      |
| Skulptur Heiliger Nikolaus         | Keramik, bemalt, 19. Jahrhundert                       | in der Kirche Exaltation-de-la-Ste-Croix (Lage) | PM51002227    | Inscrit      | 1975  |      |
| Gemälde Taufe Christi              | Ölfarbe auf Leinwand, 17. Jahrhundert                  | in der Kirche Exaltation-de-la-Ste-Croix (Lage) | PM51002155    | Inscrit      | 1974  |      |
| Kruzifix                           | Holz, farbig gefasst, 18. Jahrhundert                  | in der Kirche Exaltation-de-la-Ste-Croix (Lage) | PM51000624    | Classé       | 1958  |      |
| Skulptur Mondsichelmadonna         | Holz, farbig gefasst, 18. Jahrhundert                  | in der Kirche Exaltation-de-la-Ste-Croix (Lage) | PM51002154    | Inscrit      | 1974  |      |